# Anne Mary Perceval
Anne Mary Perceval, född 1799, död 1876, var en brittisk botaniker. Hon är känd för de växtstudier hon gjorde i Kanada.